# Kyōgoku Tamekane
Pour les articles homonymes, voir Kyogoku (homonymie).
Kyōgoku Tamekane est un nom japonais traditionnel ; le nom de famille (ou le nom d'école), Kyōgoku, précède donc le prénom (ou le nom d'artiste).
Kyōgoku Tamekane (京極 為兼), (1254 - 16 avril 1332) dans la province de Kawachi, aussi connu d'après le nom de son clan Fujiwara no Tamekane (藤原 為兼), est un homme politique et poète japonais.

## Biographie
Il est fils de Kyōgoku Tamenori et petit-fils du poète Fujiwara no Tameie.
Kyōgoku Tamekane est un confident de l'empereur Fushimi de la lignée impériale Jimyōin qui rivalise pour le pouvoir avec la lignée Daikakuji, ce qui amène son exil du shogunat Kamakura vers l'île de Sado en 1298 pour d'obscures raisons. Il est autorisé à revenir en 1303 et parvient à accéder au titre de chūnagon puis gon-dainagon mais se retrouve de nouveau banni du shogunat en 1315, cette fois-ci dans la province de Tosa,.
Au nom de l'empereur Fushimi, il compile l'anthologie impériale Goshūi Wakashū avec plus de 2500 waka, qu'il termine en 1312. L'anthologie impériale Shokushūi Wakashū terminée en 1278  (続拾遺集) contient 132 de ses waka
Certains de ses poèmes sont inclus dans la collection Tamekane-kyō Kashū, compilation de la fin du XVe siècle ainsi que trois de ses acrostiches astucieusement liés, qui rappellent la moderne poésie concrète par leur forme géométrique.
Il est le fondateur de l'école de poésie « Kyōgoku-ha », rivale de l'école « Nijō-ha » fondée par son oncle Nijō Tameuji.